# Église Notre-Dame-d'Espérance de Cannes
Pour les articles homonymes, voir Église Notre-Dame-d'Espérance.
L'église Notre-Dame-d'Espérance est une église paroissiale catholique située en France sur la commune de Cannes dans le département des Alpes-Maritimes.
Elle est dédiée à Notre-Dame d'Espérance sur la place de la Castre dans le quartier du Suquet, et fait l'objet d'un classement au titre des monuments historiques depuis le 28 juillet 1937.

## Historique
La construction, débutée en 1521 sur les deniers des Cannois, s'étale sur une centaine d'années pour ne s'achever qu'en 1627, malgré la commande spécifiant qu'elle devait être érigée « à l'imitation de celle de Roquebrune-sur-Argens, mesurant 18 cannes de long, 6 de large » et terminée « dans les 3 ans moyennant 2 000 florins, 15 écus et 50 barils d'anchois ». Elle remplace l'église fortifiée Notre-Dame-du-Puy construite par les moines de l'Abbaye de Lérins, devenue chapelle Sainte-Anne, trop exiguë et finalement délaissée par les paroissiens parce que trop dépendante du château et des moines commendataires.
Après avoir été livrée au culte en 1632, l’église est dédiée à Notre-Dame de l’Espérance le 25 mars 1645, en la fête de l’Annonciation.
Ce sanctuaire, blanchi à la chaux et dallé, a besoin d’être orné. C’est pourquoi les chapelles sont affectées les unes après les autres à des confréries artisanales cannoises de métiers différents. Elles datent des XVIIe et XVIIIe siècles.
C’est le 26 décembre 1649 que l’évêque Godeau, en visite pastorale, pénètre solennellement au chant du Te Deum dans cette église resplendissante, témoin des efforts et des sacrifices des Cannois.
1678 : Consécration : les 12 croix sur les piliers nous la rappellent
1886 : Restauration – offrande du pavage en marbre
1932 : Couronnement de la statue de Notre Dame d'Espérance le 3 avril 1932, par autorisation pontificale de Pie XI.

## Architecture
L'église est de style gothique. Son porche est de style Renaissance. Elle est surmontée par un clocher de style roman de forme carrée. Les chapelles latérales sont dédiées aux confréries d'artisans chargées de leur décoration. 
Au-dessus de l'entrée, le grand orgue italien, de Pavie, date de 1857. Le buffet de style néogothique a été réalisé en France. Maintes fois retouché en 1921, 1939, 1962, 1974, il possède 30 jeux sur deux claviers et pédalier, et a fait l'objet d'une restauration partielle en 2014. 
Dans la chapelle des fonts baptismaux, une  rarissime sculpture d’origine bourguignonne datant du XIVe siècle représente sainte Anne, la Vierge et l’Enfant Jésus. Une autre statue de bois représente sainte Anne et date du XVe siècle. Autres éléments remarquables : l'autel entièrement en bois sculpté de la chapelle Saint-Pierre, le tableau de la mort de Joseph entre la Vierge et le Christ dans la chapelle Saint-Joseph, la magnifique chaire avec ses panneaux représentant les quatre évangélistes, et un beau christ en bois sculpté du XVe siècle.  

## Classement au titre des monuments historiques
L'église Notre-Dame-de-l'Espérance forme avec la tour de la Castre et la chapelle Sainte-Anne un ensemble classé MH par arrêté du 28 juillet 1937.

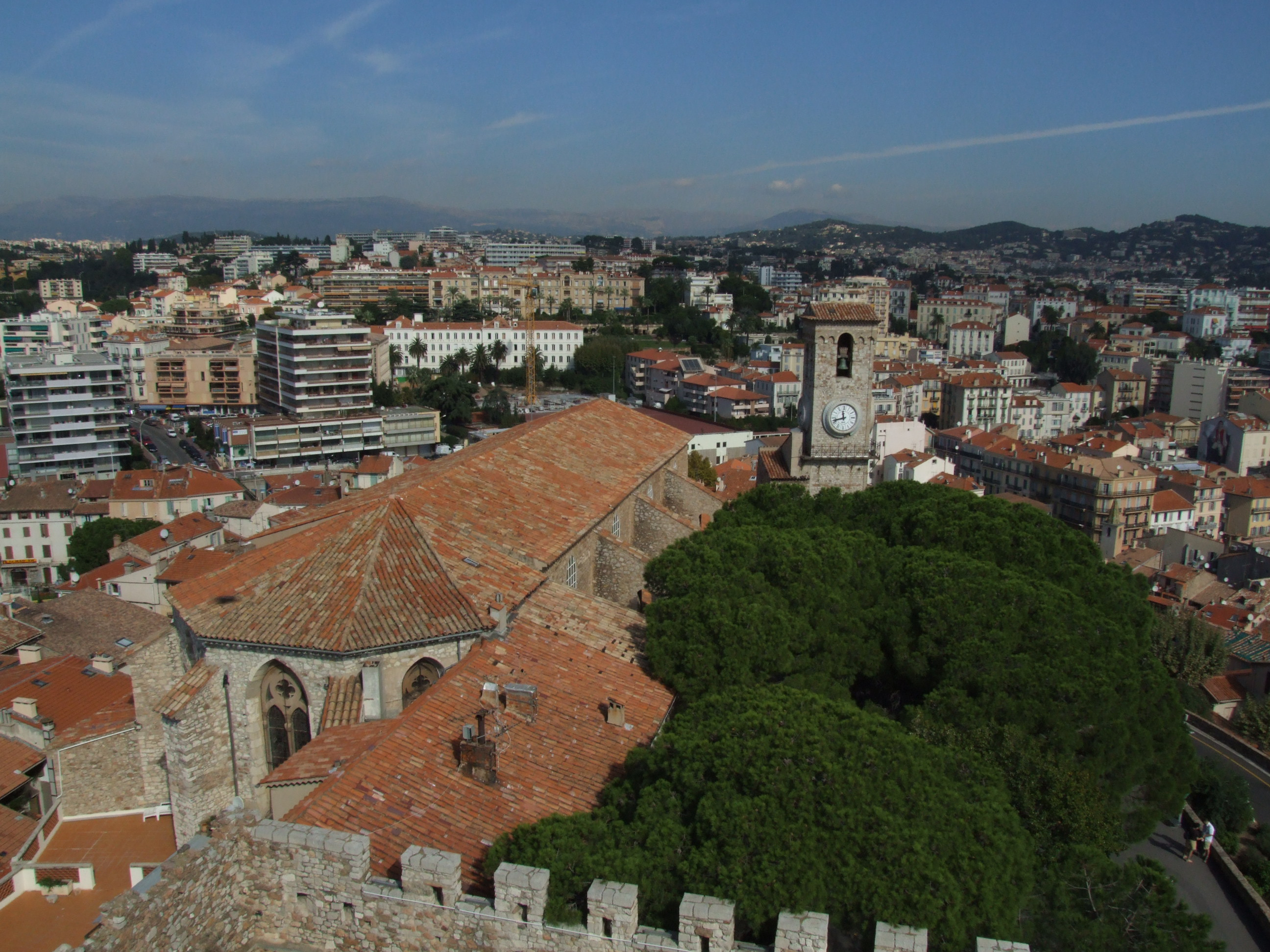
Vue sur les toits et le clocher depuis la tour de la Castre avec en arrière-plan la ville de Cannes.
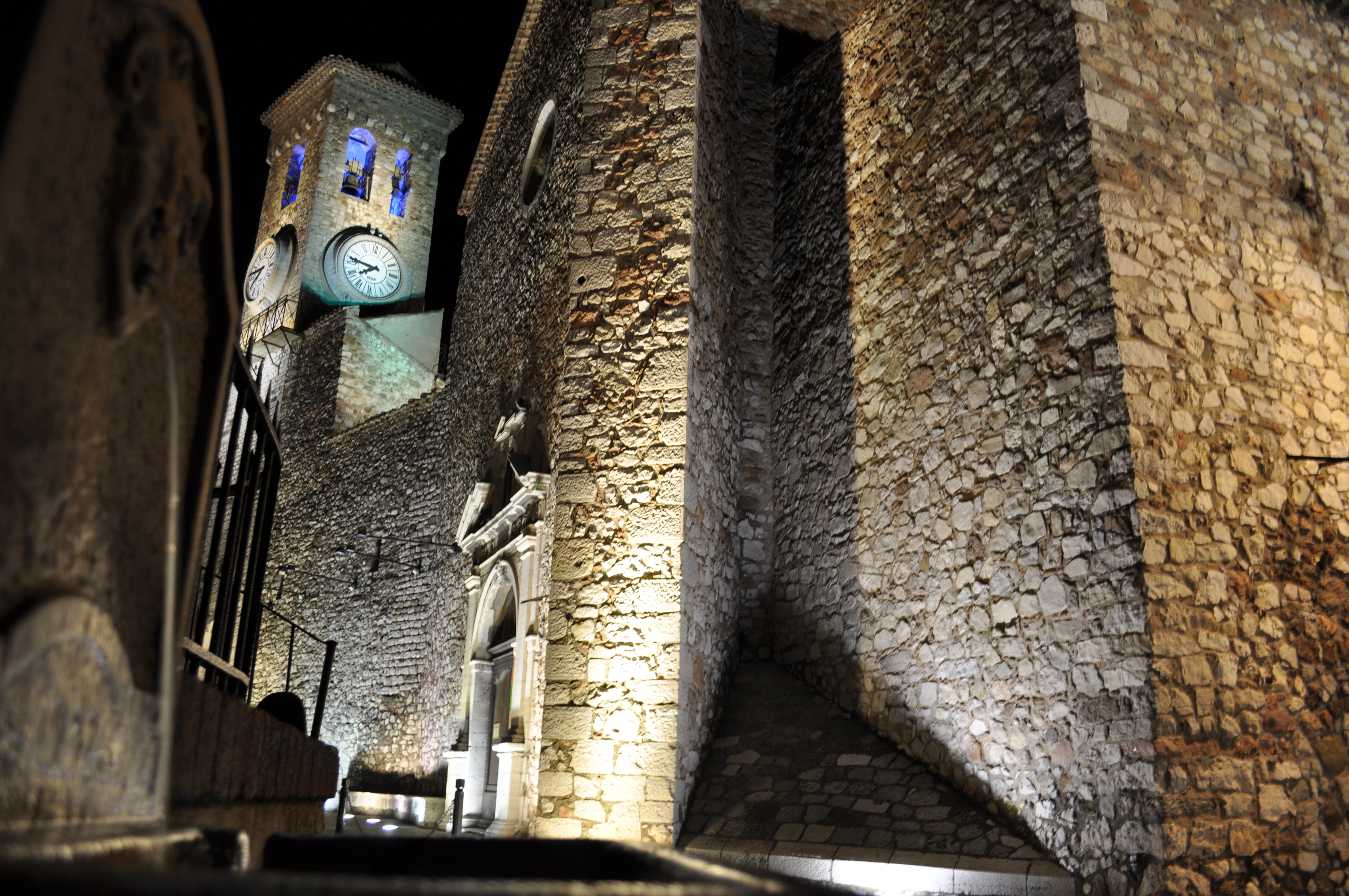
Le clocher et le porche de nuit.
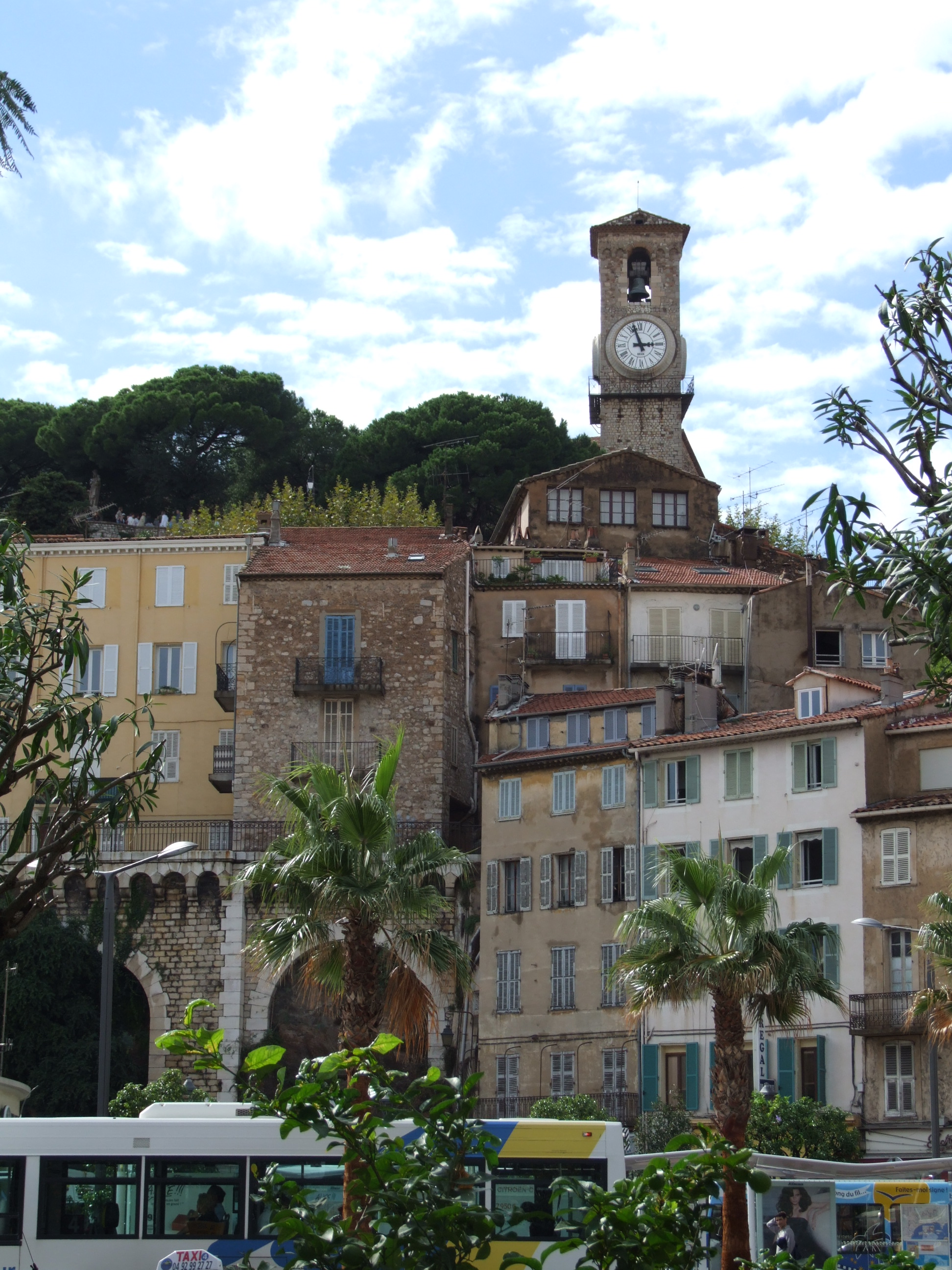
Le clocher vu depuis le pied de la colline du Suquet.